# Brooke Forde
Brooke Forde ((Louisville, Estados Unidos), 4 de marzo de 1999) es una nadadora especialista en estilo libre. Fue olímpica en los Juegos Olímpicos de Tokio 2020 donde consiguió la medalla de plata en la prueba de 4x200 metros libres tras nadar las series eliminatorias.
En el año 2016, ganó dos medallas durante la Copa del Mundo de la FINA, en la prueba de 400 metros estilos. Una de bronce el 26 de octubre en Tokio y una de plata el 30 de octubre en Hong Kong.

## Palmarés internacional
| Juegos Olímpicos | Juegos Olímpicos | Juegos Olímpicos | Juegos Olímpicos |
| Año              | Lugar            | Medalla          | Prueba           |
| ---------------- | ---------------- | ---------------- | ---------------- |
| 2021             | Tokio ( Japón)   | Medalla de plata | 4x200 m libre    |